# Каја Канепи
Каја Канепи (Талин, СССР сада Естонија 10. јуни 1985) је естонска професионална тенисерка.
Тенис је почела играти у осмој години са свом сестром и родитељима, а 1999. са четрнаест година учествовала је на првом ИТФ турниру у Талину. Освојила је 6 ИТФ турнира појединачно и 2 у игри парова. Професионално игра од 2000.. На Олимпијским играма 2004. у Атини и Олимпијским играма 2008. у Пекингу учествовала је као члан репрезентације Естоније.
Најбољи пласман у појединачној конкуренцији на ВТА листи је 18. место (25. мај 2009)

### Пласман на ВТА листи на крају сезоне
| Година  | 2001 | 2002 | 2003 | 2004 | 2005 | 2006 | 2007 | 2008 | 2009 |
| Пласман | 203  | 283  | 167  | 226  | 120  | 64   | 75   | 27   | 61   |

## Резултати Каје Канепи

### Победе појединачно (0)
Ниједан турнир

### Порази у финалу појединачно (2)
|   | Датум    | име и место турнира                    | Кат. | ($)     | Терен        | Противник        | Резултат      |
| 1 | 30/10/06 | Gaz de France Stars, Hasselt (Белгија) | III  | 175.000 | тепих (зат.) | Ким Клајстерс    | 6-3, 3-6, 6-4 |
| 2 | 29/09/08 | Јапан опен, Токио                      | III  | 175000  | тврда (отв.) | Каролин Возњацки | 6-2, 3-6, 6-1 |

### Победе у пару (0)
Ниједан турнир

### Порази у финалу у пару (0)
Ниједан турнир

### Учешће наГренд слемтурнирима

#### Појединачно
| Година | Отворено првенство Аустралије | Отворено првенство Аустралије | Ролан Гарос  | Ролан Гарос        | Вимблдон | Вимблдон        | Отворено првенство САД | Отворено првенство САД |
| ------ | ----------------------------- | ----------------------------- | ------------ | ------------------ | -------- | --------------- | ---------------------- | ---------------------- |
| 2006.  | -                             | -                             | 2 коло       | Анабел Мединес     | 1 коло   | Мартина Милер   | 3 коло                 | Виржини Разано         |
| 2007.  | 2 коло                        | Алиша Молик                   | 1 коло       | Шахар Пер          | 2 коло   | Шахар Пер       | 1 коло                 | Сања Мирза             |
| 2008   | 1 коло                        | Алиша Молик                   | четвртфинале | Светлана Кузњецова | 1. коло  | Серена Вилијамс | 2. коло                | Амели Моресмо          |
| 2009   | 3 коло                        | Динара Сафина                 | -            | -                  | -        | -               | -                      | -                      |

#### У пару
| Година | Отворено првенство Аустралије   | Отворено првенство Аустралије | Ролан Гарос           | Ролан Гарос              | Вимблдон              | Вимблдон                  | Отворено првенство САД       | Отворено првенство САД               |
| ------ | ------------------------------- | ----------------------------- | --------------------- | ------------------------ | --------------------- | ------------------------- | ---------------------------- | ------------------------------------ |
| 2006   | -                               | -                             | 1 коло Мелинда Цинк   | Сибила Бамер Јулија Шруф | 1 коло Лига Декмијере | Ана Гринфелд Меган Шонеси | 1 коло Габријела Навратилова | Натали Деши Вера Звонарјова          |
| 2007   | 1 коло Anna Smashnova-Pistolesi | Ана Гринфелд Меган Шонеси     | 1 коло Јулијана Федак | S. Lefevre Aurélie Vedy  | 1 коло Јулијана Федак | Емил Лоа Никол Прат       | 1 коло Јулијана Федак        | Аљона Бондаренко Катарина Бомдаренко |
| 2008   | -                               | -                             | 1 коло К. Кастано     | В. Азаренка Шахар Пер    | 3 коло К. Кастано     | Н. Љагостера М. Санчез    | 1 коло К. Кастано            | Ј. Лиховцева Е. Родина               |

### Учешће уФед купу
Види детаље:(језик: енглески) fedcup.com